# Trapézio (vela)

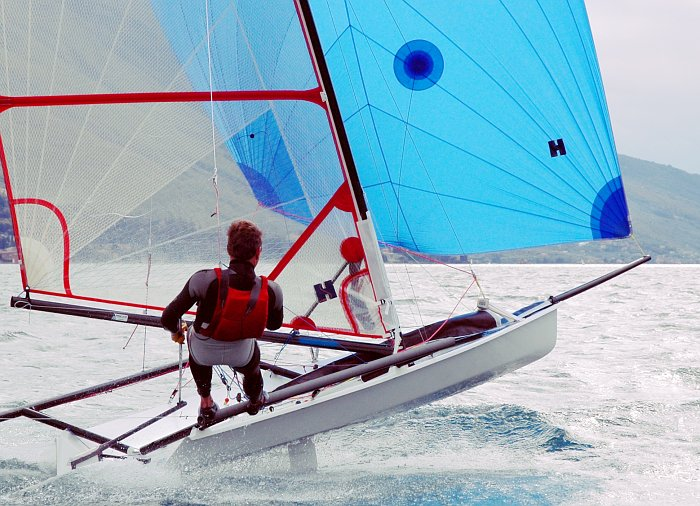
Tripulante utilizando o Trapézio Náutico

Trapézio na modalidade dos esportes à vela (iatismo) é um acessório que permite equilibrar o peso de um ou mais tripulantes para barlavento contrabalanceando a força tangencial exercida pelos velames (velas) em relação ao movimento ideal da embarcação, ou seja, em direção à proa.

## Princípios
Quando o vento escoa por uma vela (buja, vela grande ou vela mestra, genoa, genaker ou pipa (kitesurf), ela produz uma força vetorial que pode ser decomposta em duas direções: a do movimento desejado, ou seja, no alinhamento da proa e outra tangencial ao movimento desejado que provoca o adernamento (inclinação horizontal para sotavento) da embarcação.
Projetando-se o cento de gravidade do(s) tripulante(s) para barlavento mediante trapézios é possivel contrabalancear a força tangencial inútil ao movimento desejado mantendo-se a embarcação com pouca inclinação. O resultado é que a embarcação pode atingir velocidades maiores na direção desejada com a mesma tripulação em ventos moderados a fortes.

## Embarcações que o utilizam
O uso do trapézio é permitido apenas em um conjunto dos esportes a vela. Seu uso é regido por regulamentos de cada "Classe" do desporno náutico a vela.
Classes como Snipe, Optimist, Laser entre várias exigem que o contrapeso seja feito apenas projetando-se o corpo para fora da embarcação com o auxílio cintas de apoio nos pés, exigindo grande esforço da musculatura do abdomem para manter o corpo projetado na horizontal por horas seguidas, comumente conhecido como fazer a prancha ou escorar a embarcação.
Classes como Windsurf, Kitesurf, Hobbie Cat, Star, 49er, 420, 470, Flyind Dutchman, Tornado permitem o uso do trapézio para ao menos para um tripulante.

## Trapézio náutico
Para embarcações com mastros fixos, como Tornado, Hobbie Cat, 49er, 420 e 470, os trapézios normalmente são afixados no mastro principal através de cabos de aço que são engatados (ou não), conforme o vento, em alças de engate rápido presentes no arnês de trapézio dos tripulantes. Esses arnezes são usados como um calção  e o corpo inteiro do tripulante é projetado a barlavento, com os pés apoiando-se nos bordos, verdugo (lateral), da embarcação.
No Windsurf uma alça de trapézio é afixada na retranca da vela enquanto o colete com engate fica na cintura do esportista. Devido ao grande esforço para manter a prancha firme nos pés, alças justas são afixadas no deck da prancha. No Kitesurf a Barra de Comando da pipa pussui uma alça que se afixa num colete semelhante do Windsurf; a prancha de kitesurf também pussui alças para os pés semelantes às do Windsurf.